# Nicolás Mazzola
Nicolás Mario Mazzola (Viedma, Provincia de Río Negro, Argentina; 28 de enero de 1990) es un futbolista argentino. Juega como delantero y su primer equipo fue Independiente. Actualmente milita en Sol de Mayo de Viedma del Torneo Federal A.

## Trayectoria
Surgió en Sol de Mayo de su ciudad natal. Jugó en Atlético Empalme, de Villa Constitución, y un año después ancló en Avellaneda -también probó en River-. Sin embargo, el 2007 fue su año de despegue: saltó al Sub-17 y entre Sudamericano, Mundial y Panamericanos hizo ocho goles en 14 juegos, los que le abrieron la puerta de la Primera y generaron que el West Ham se fijara en él.
De pretemporada en el verano 08, tuvo diez minutos con Pedro Troglio en un amistoso ante Boca, debutó oficialmente contra Gimnasia de Jujuy. El resto del año lo encontró en la reserva (15 goles) y algunas prácticas en el Sub-20, aunque este año repitió la preparación con los profesionales. Un festejo en el 1-2 de Reserva ante San Martín (T) provocó que se concentrara ante ng (no fue al banco).
En enero del 2012 rescindió su contrato con Independiente, quedándose con el pase en su poder y se incorporó al FC Locarno de la segunda división de Suiza. Una vez finalizado el contrato, estuvo sin club algunos meses hasta que comenzó a entrenar en Villa San Carlos y en diciembre de 2013 recibió el visto bueno del DT Jorge San Esteban para sumarse como refuerzo.
A mediados de 2014 llega a Instituto de Córdoba para afrontar el torneo de Transición. Al final de este se consagra como uno de los goleadores del Nacional B con 9 tantos.
En enero del 2015 se hace oficial su arribo a Gimnasia y Esgrima La Plata por las próximas 4 temporadas. En el "lobo" a modo de cábala, cada vez que hace un gol, el programa Paso a paso lo hace cantar una canción.
En enero de 2018 se confirma su llegada al O'Higgins de la Primera División de Chile por todo el año.
A principios de 2019 se transformó en refuerzo de Unión de Santa Fe, donde se mantuvo durante un año y medio. Si bien convirtió apenas 5 goles con la camiseta rojiblanca, dos de ellos fueron muy importantes: uno en el clásico ante Colón que terminó en victoria tatengue por 1-0 y el otro a Independiente del Valle en el debut por Copa Sudamericana, siendo éste el primer gol internacional en la historia del club.

## Selección nacional
En el 2007 fue convocado por Hugo Tocalli a la Selección Argentina Sub-17. Con el seleccionado disputó el Sudamericano Sub-17, obteniendo el tercer puesto y la clasificación para la Copa Mundial Sub-17 de 2007, en aquel plantel compartió camarín con compañeros como Mateo Musacchio, Juan Sánchez Miño, Guido Pizarro, Franco Zuculini, Eduardo Salvio entre otros. Disputó la Copa Mundial Sub-17 de 2007 en Corea del Sur, siendo el delantero titular del conjunto equipo argentino. En aquel certamen, disputó 4 partidos y anotó 2 goles. Finalmente, su selección fue eliminada en cuartos de final por Nigeria.

### Participaciones en Sudamericanos
| Sudamericano                | Sede    | Resultado     |
| --------------------------- | ------- | ------------- |
| Sudamericano Sub-17 de 2007 | Ecuador | Tercer puesto |

### Participaciones en Copas del Mundo
| Mundial                     | Sede          | Resultado        |
| --------------------------- | ------------- | ---------------- |
| Copa Mundial Sub-17 de 2007 | Corea del Sur | Cuartos de final |

## Estadísticas
- Actualizado al 3 de agosto de 2025.

### Clubes
| Club                       | Div.                | Temporada           | Liga  | Liga  | Copa nacional | Copa nacional | Copa internacional | Copa internacional | Total | Total |
| Club                       | Div.                | Temporada           | Part. | Goles | Part.         | Goles         | Part.              | Goles              | Part. | Goles |
| -------------------------- | ------------------- | ------------------- | ----- | ----- | ------------- | ------------- | ------------------ | ------------------ | ----- | ----- |
| Independiente Argentina    | 1.ª                 | 2008/09             | 4     | 0     | —             | —             | —                  | —                  | 4     | 0     |
| Independiente Argentina    | 1.ª                 | 2009/10             | 1     | 0     | —             | —             | —                  | —                  | 1     | 0     |
| Independiente Argentina    | 1.ª                 | 2010/11             | 0     | 0     | —             | —             | —                  | —                  | 0     | 0     |
| Independiente Argentina    | 1.ª                 | 2011/12             | 0     | 0     | —             | —             | —                  | —                  | 0     | 0     |
| Independiente Argentina    | Total               | Total               | 5     | 0     | 0             | 0             | 0                  | 0                  | 5     | 0     |
| Locarno · Suiza            | 2.ª                 | 2011/12             | 8     | 1     | —             | —             | —                  | —                  | 8     | 1     |
| Locarno · Suiza            | 2.ª                 | 2012/13             | 23    | 4     | 2             | 3             | —                  | —                  | 25    | 7     |
| Locarno · Suiza            | Total               | Total               | 31    | 5     | 2             | 3             | 0                  | 0                  | 33    | 8     |
| Villa San Carlos Argentina | 2.ª                 | 2013/14             | 9     | 2     | 1             | 0             | —                  | —                  | 10    | 2     |
| Villa San Carlos Argentina | Total               | Total               | 9     | 2     | 1             | 0             | 0                  | 0                  | 10    | 2     |
| Instituto Argentina        | 2.ª                 | 2014                | 17    | 9     | 1             | 0             | —                  | —                  | 18    | 9     |
| Instituto Argentina        | 2.ª                 | 2022                | 31    | 4     | —             | —             | —                  | —                  | 31    | 4     |
| Instituto Argentina        | Total               | Total               | 48    | 13    | 1             | 0             | 0                  | 0                  | 49    | 13    |
| Gimnasia (LP) Argentina    | 1.ª                 | 2015                | 26    | 7     | 3             | 1             | —                  | —                  | 29    | 8     |
| Gimnasia (LP) Argentina    | 1.ª                 | 2016                | 1     | 0     | —             | —             | —                  | —                  | 1     | 0     |
| Gimnasia (LP) Argentina    | 1.ª                 | 2016/17             | 16    | 2     | 1             | 0             | 2                  | 0                  | 19    | 2     |
| Gimnasia (LP) Argentina    | 1.ª                 | 2017/18             | 11    | 3     | —             | —             | —                  | —                  | 11    | 3     |
| Gimnasia (LP) Argentina    | Total               | Total               | 54    | 12    | 4             | 1             | 2                  | 0                  | 60    | 13    |
| O'Higgins · Chile          | 1.ª                 | 2018                | 22    | 8     | —             | —             | —                  | —                  | 22    | 8     |
| O'Higgins · Chile          | Total               | Total               | 22    | 8     | 0             | 0             | 0                  | 0                  | 22    | 8     |
| Unión Argentina            | 1.ª                 | 2018/19             | 6     | 0     | 3             | 2             | 2                  | 1                  | 11    | 3     |
| Unión Argentina            | 1.ª                 | 2019/20             | 13    | 2     | 1             | 0             | 2                  | 0                  | 16    | 2     |
| Unión Argentina            | Total               | Total               | 19    | 2     | 4             | 2             | 4                  | 1                  | 27    | 5     |
| Panetolikos · Grecia       | 1.ª                 | 2020/21             | 14    | 1     | 1             | 0             | —                  | —                  | 15    | 1     |
| Panetolikos · Grecia       | Total               | Total               | 14    | 1     | 1             | 0             | 0                  | 0                  | 15    | 1     |
| Arsenal Argentina          | 1.ª                 | 2021                | 15    | 0     | —             | —             | 2                  | 1                  | 17    | 1     |
| Arsenal Argentina          | Total               | Total               | 15    | 0     | 0             | 0             | 2                  | 1                  | 17    | 1     |
| Atlanta Argentina          | 2.ª                 | 2023                | 33    | 4     | —             | —             | —                  | —                  | 33    | 4     |
| Atlanta Argentina          | Total               | Total               | 33    | 4     | 0             | 0             | 0                  | 0                  | 33    | 4     |
| Xinabajul · Guatemala      | 1.ª                 | 2024                | 17    | 5     | —             | —             | —                  | —                  | 17    | 5     |
| Xinabajul · Guatemala      | Total               | Total               | 17    | 5     | 0             | 0             | 0                  | 0                  | 17    | 5     |
| Sol de Mayo Argentina      | 3.ª                 | 2024                | 10    | 1     | —             | —             | —                  | —                  | 10    | 1     |
| Sol de Mayo Argentina      | 3.ª                 | 2025                | 19    | 1     | —             | —             | —                  | —                  | 19    | 1     |
| Sol de Mayo Argentina      | Total               | Total               | 29    | 2     | 0             | 0             | 0                  | 0                  | 29    | 2     |
| Total en su carrera        | Total en su carrera | Total en su carrera | 296   | 54    | 13            | 6             | 8                  | 2                  | 317   | 62    |

### Selección
| Selección                                                         | Año                 | Amistosos | Amistosos | Sudamérica(1) | Sudamérica(1) | Mundial(2) | Mundial(2) | Total | Total |
| Selección                                                         | Año                 | Part.     | Goles     | Part.         | Goles         | Part.      | Goles      | Part. | Goles |
| ----------------------------------------------------------------- | ------------------- | --------- | --------- | ------------- | ------------- | ---------- | ---------- | ----- | ----- |
| Sub-17 Argentina                                                  | 2007                | —         | —         | 7             | 3             | 4          | 2          | 11    | 5     |
| Sub-17 Argentina                                                  | Total               | 0         | 0         | 7             | 3             | 4          | 2          | 11    | 5     |
| Total en su carrera                                               | Total en su carrera | 0         | 0         | 7             | 3             | 4          | 2          | 11    | 5     |
| (1) Incluye Sudamericano Sub-17. (2) Incluye Copa Mundial Sub-17. |                     |           |           |               |               |            |            |       |       |

## Palmarés

### Copas internacionales
| Título            | Club          | País      | Año  |
| ----------------- | ------------- | --------- | ---- |
| Copa Sudamericana | Independiente | Argentina | 2010 |

### Otros logros
| Título                        | Club                 | País      | Año  |
| ----------------------------- | -------------------- | --------- | ---- |
| Ascenso a la Liga Profesional | Instituto de Córdoba | Argentina | 2022 |